# 林立
林 立（りん りつ、ウェード式：Lin Li、仮名転写：リン・リー、1996年1月1日 - ）は、台湾（中華民国）の花蓮県出身のプロ野球選手（内野手）。右投右打。台湾の原住民であるアミ族の出身。CPBLの楽天モンキーズに所属している。

## 経歴
2017年のCPBLドラフト会議でLamigoモンキーズから2巡目で指名され、契約金の440万台湾元（プラス出来高払い60万台湾元）で入団した。デビュー戦となった8月30日の中信兄弟戦で初安打、初本塁打、初盗塁を記録するなど、13試合に出場して打率.340、2本塁打、11打点の成績を残し実力の片鱗を見せた。またシーズンオフに第1回アジアプロ野球チャンピオンシップのチャイニーズタイペイ代表に選出された。
2018年は95試合に出場し、規定打席不足ながら打率.317、7本塁打、38打点を記録した。
2019年は怪我で開幕スタメンを逃したが、チームに戻ってからは目を見張るようなパフォーマンスを見せ、7月10日に規定打席数に達して打率.404で当時点の首位打者となった。そのまま打率1位をキープしたまま首位打者を獲得した。台湾シリーズでは打率.520、3本、11打点と大暴れしシリーズの最優秀選手に輝いた。オフには2019 WBSCプレミア12に出場した。同大会初戦のプエルトリコ戦では初回に逆方向へホームランを放ち、勝利に貢献した。
2020年は7月12日の中信兄弟戦から5試合連続ホームランを記録した。上半季はリーグ唯一の打率4割越えで終えた。同月24日の富邦ガーディアンズ戦でスタメン出場してから腰の違和感で時々、ベンチスタートがあった。同月には打率.366、7本塁打を記録し月間MVPを獲得した。最終的にはキャリアハイの25本塁打、22盗塁をマークし打率も.358を残すも、陳傑憲と僅か2厘差で首位打者のタイトルを逃した。
2021年は開幕から主に三塁手として出場していたが、4月中盤から5月初旬かけて自身の不振と若手の台頭があり、ベンチスタートが多くなった。しかし5月中旬に外野手が駒不足となり、同月11日の味全ドラゴンズ戦以降、外野でのスタメン出場が増えた。同月13日の富邦ガーディアンズ戦では同点適時打を含む2安打を放ち單場MVPに輝いた。最終的には98試合に出場し打率.277、7本塁打、47打点、27盗塁をマークし、自身初となる盗塁王を獲得した。
2022年は4月に月間MVPを獲得するなど開幕から好調を維持し、前年の不振から完全復活。最終的に打率.335、14本塁打、83打点、140安打の好成績を残し、首位打者、最多安打、打点王のタイトルを獲得した。また本塁打数も吉力吉撈・鞏冠と並んでリーグトップタイであったが、記録が並んだ場合は打数の少ない方を上位とするCPBLの規定により本塁打王とは認められず、三冠王の座は惜しくも逃した。またリーグ年間最優秀選手（MVP）に二塁手として初めて選ばれた。
2023年は開幕前の3月に開催された第5回ワールド・ベースボール・クラシック（WBC）にチャイニーズタイペイ代表として出場した。
2024年のシーズン終了後は2024 WBSCプレミア12の台湾代表に選出され出場した。

## 詳細情報

### 年度別打撃成績
| 年 度     | 球 団       | 試 合 | 打 席 | 打 数 | 得 点 | 安 打 | 二 塁 打 | 三 塁 打 | 本 塁 打 | 塁 打 | 打 点 | 盗 塁 | 盗 塁 死 | 犠 打 | 犠 飛 | 四 球 | 敬 遠 | 死 球 | 三 振 | 併 殺 打 | 打 率 | 出 塁 率 | 長 打 率 | O P S |
| --------- | ----------- | ----- | ----- | ----- | ----- | ----- | -------- | -------- | -------- | ----- | ----- | ----- | -------- | ----- | ----- | ----- | ----- | ----- | ----- | -------- | ----- | -------- | -------- | ----- |
| 2017      | Lamigo 楽天 | 13    | 53    | 47    | 12    | 16    | 2        | 0        | 2        | 24    | 11    | 2     | 1        | 0     | 0     | 6     | 0     | 0     | 15    | 2        | .340  | .415     | .511     | .926  |
| 2018      | Lamigo 楽天 | 95    | 335   | 306   | 62    | 97    | 18       | 2        | 7        | 140   | 38    | 12    | 3        | 8     | 3     | 16    | 0     | 2     | 82    | 6        | .317  | .352     | .458     | .810  |
| 2019      | Lamigo 楽天 | 103   | 445   | 388   | 97    | 151   | 29       | 4        | 20       | 248   | 81    | 9     | 5        | 11    | 6     | 35    | 2     | 5     | 72    | 9        | .389  | .438     | .639     | 1.077 |
| 2020      | Lamigo 楽天 | 108   | 462   | 416   | 92    | 149   | 23       | 4        | 25       | 255   | 86    | 22    | 6        | 1     | 2     | 37    | 2     | 6     | 107   | 5        | .358  | .414     | .613     | 1.027 |
| 2021      | Lamigo 楽天 | 98    | 407   | 364   | 72    | 101   | 22       | 6        | 7        | 156   | 47    | 27    | 6        | 5     | 2     | 33    | 2     | 3     | 89    | 11       | .277  | .341     | .429     | .770  |
| 2022      | Lamigo 楽天 | 109   | 474   | 418   | 74    | 140   | 30       | 2        | 14       | 216   | 83    | 22    | 7        | 3     | 9     | 40    | 0     | 4     | 77    | 5        | .335  | .391     | .517     | .908  |
| 2023      | Lamigo 楽天 | 62    | 265   | 234   | 47    | 79    | 19       | 0        | 6        | 116   | 35    | 5     | 1        | 3     | 3     | 24    | 2     | 1     | 40    | 6        | .338  | .397     | .496     | .893  |
| 2024      | Lamigo 楽天 | 86    | 372   | 337   | 65    | 119   | 13       | 2        | 5        | 151   | 34    | 19    | 5        | 1     | 3     | 28    | 0     | 3     | 57    | 4        | .353  | .404     | .448     | .852  |
| 通算：8年 | 通算：8年   | 674   | 2813  | 2510  | 521   | 852   | 156      | 20       | 86       | 1306  | 415   | 118   | 34       | 32    | 28    | 219   | 8     | 24    | 539   | 48       | .339  | .394     | .520     | .914  |

- 2024年度シーズン終了時
- 各年度の太字はリーグ最高

### タイトル
- 首位打者：3回（2019年、2022年、2024年）
- 最多安打：1回（2022年）
- 打点王：1回（2022年）
- 盗塁王：1回（2021年）

### 表彰
- 最優秀選手：1回（2022年）
- ベストナイン：2回（三塁手部門：2019年、二塁手部門：2022年）
- 月間MVP：4回（野手部門：2019年7月、2020年7月、2022年4月、2022年7月）
- 台湾シリーズ最優秀選手：1回（2019年）

### 記録
- オールスターゲーム出場：5回（2018年、2019年、2022年、2023年、2024年）

### 背番号
- 3（第26回AAA世界野球選手権大会）
- 39 (2017年 - )
  - 83（2017年アジアチャンピオンシップ、2019年プレミア12）

### 代表歴
- 2017 アジア プロ野球チャンピオンシップ チャイニーズタイペイ代表
- 2019 WBSCプレミア12 チャイニーズタイペイ代表
- 2023 ワールド・ベースボール・クラシック チャイニーズタイペイ代表
- 2024 WBSCプレミア12 チャイニーズタイペイ代表